# 布林涅
布林涅（Brinje）是克羅埃西亞利卡-塞尼縣的一座城鎮，距戈斯皮奇有35英里。據2001年人口普查，布林涅有人口4,108人，其中92%是克羅埃西亞人。索科拉茨城堡是這座城鎮的中心。

## 外部連結
- Brinje